# Resolutie 1129 Veiligheidsraad Verenigde Naties
Resolutie 1129 van de Veiligheidsraad van de Verenigde Naties werd met 14 stemmen voor tegen één onthouding van Rusland op 12 september 1997 aangenomen door de VN-Veiligheidsraad.

## Achtergrond
Op 2 augustus 1990 viel Irak zijn zuiderbuur Koeweit binnen en bezette dat land. De Veiligheidsraad veroordeelde de inval onmiddellijk en later kregen de lidstaten carte blanche om Koeweit te bevrijden. Eind februari 1991 was die strijd beslecht en legde Irak zich neer bij alle aangenomen VN-resoluties. In 1995 werd met resolutie 986 het
olie-voor-voedselprogramma in het leven geroepen om met olie-inkomsten humanitaire hulp aan de Iraakse bevolking te betalen.

## Inhoud

### Waarnemingen
Op 8 juni was de verlenging van 180 dagen van het olie-voor-voedselprogramma ingegaan. Irak had besloten om tussen die datum en 13 augustus geen olie of olieproducten uit te voeren. De daardoor teruglopende inkomsten zou gevolgen hebben voor de bevolking omdat de hulpverlening (die erdoor betaald werd) werd opgehouden.

### Handelingen
Daarom mochten landen vanaf 8 juni gedurende 120 dagen olie en olieproducten kopen van Irak tot die uitvoer in totaal één miljard Amerikaanse dollar had bereikt (dit was normaal gezien 90 dagen). Op 4 oktober begon vervolgens een periode van 60 dagen waarin voor één miljard USD olie mocht worden gekocht in Irak. Zo kwam men aan de 180 dagen die in resolutie 1111 waren geautoriseerd.

## Verwante resoluties
- Resolutie 1111 Veiligheidsraad Verenigde Naties
- Resolutie 1115 Veiligheidsraad Verenigde Naties
- Resolutie 1134 Veiligheidsraad Verenigde Naties
- Resolutie 1137 Veiligheidsraad Verenigde Naties

Lijst ·  1093 ·  1094 ·  1095 ·  1096 ·  1097 ·  1098 ·  1099 ·  1100 ·  1101 ·  1102 ·  1103 ·  1104 ·  1105 ·  1106 ·  1107 ·  1108 ·  1109 ·  1110 ·  1111 ·  1112 ·  1113 ·  1114 ·  1115 ·  1116 ·  1117 ·  1118 ·  1119 ·  1120 ·  1121 ·  1122 ·  1123 ·  1124 ·  1125 ·  1126 ·  1127 ·  1128 ·  1129 ·  1130 ·  1131 ·  1132 ·  1133 ·  1134 ·  1135 ·  1136 ·  1137 ·  1138 ·  1139 ·  1140 ·  1141 ·  1142 ·  1143 ·  1144 ·  1145 ·  1146